# Русские
Русские е руско националистическо движение, образувано от обединението на Славянски съюз и ДПНИ. Движението няма формален лидер. За такива се смятат лидерите на Славянски съюз и ДПНИ Дмитрий Дьомушкин и Александър Белов. Разпада се през 2015 г.